# Drusus marinettae
Drusus marinettae là một loài Trichoptera trong họ Limnephilidae. Chúng phân bố ở miền Cổ bắc.